# 辛树森
辛树森（1949年—），山东海阳人，女性，汉族，中华人民共和国政治人物、第十一届全国政协委员，其丈夫为张德江，育有一女。

## 生平
- 1976年8月加入中国共产党
- 1983年毕业于长春冶金建筑学院工业与民用建筑专业
- 1983年12月历任中国建设银行吉林省延吉市分行副行长、延边州中心支行副行长。
- 1998年获得东北财经大学国民经济学硕士研究生。
- 2004年9月担任中国建设银行股份有限公司纪委书记。
- 2008年，当选第十一届全国政协委员[1]，代表经济界，分入第三十四组并担任提案委员会专委。[2]

## 家庭
- 丈夫：张德江
- 女儿：姓名不详。